# Hypoponera ludovicae
Hypoponera ludovicae är en myrart som först beskrevs av Auguste-Henri Forel 1892.  Hypoponera ludovicae ingår i släktet Hypoponera och familjen myror. Inga underarter finns listade i Catalogue of Life.

## Bildgalleri

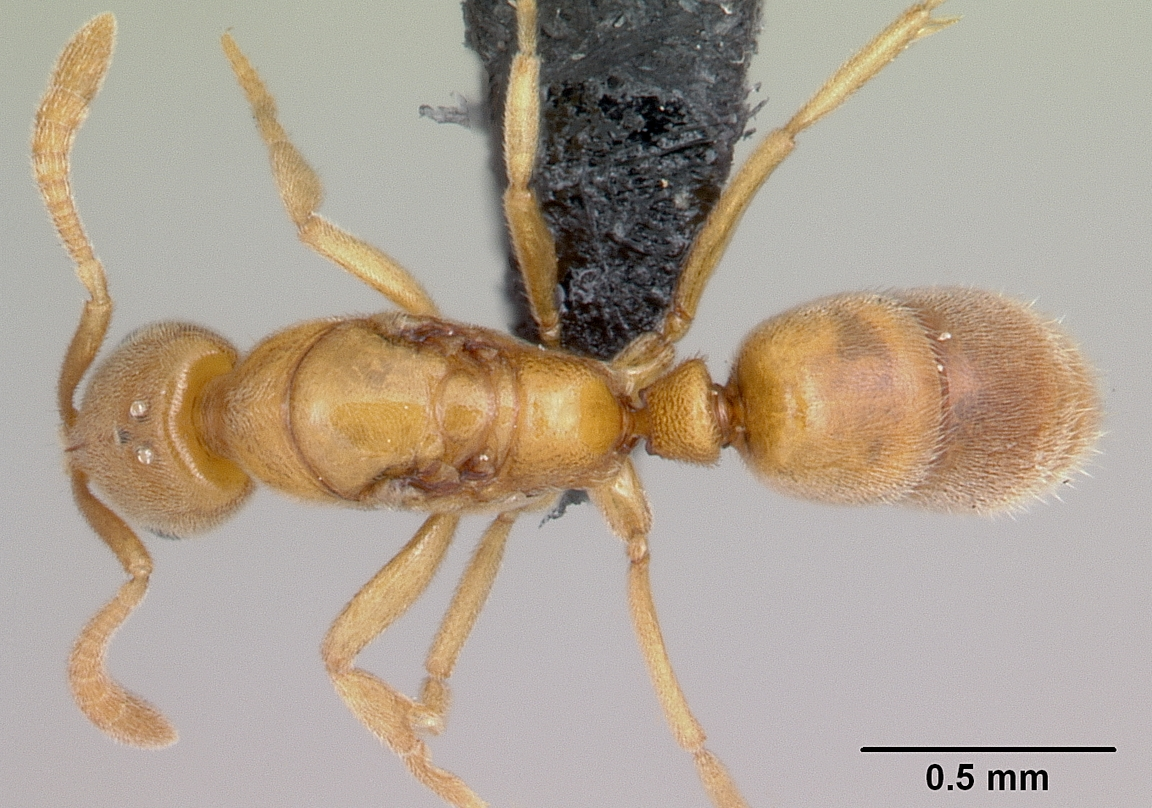
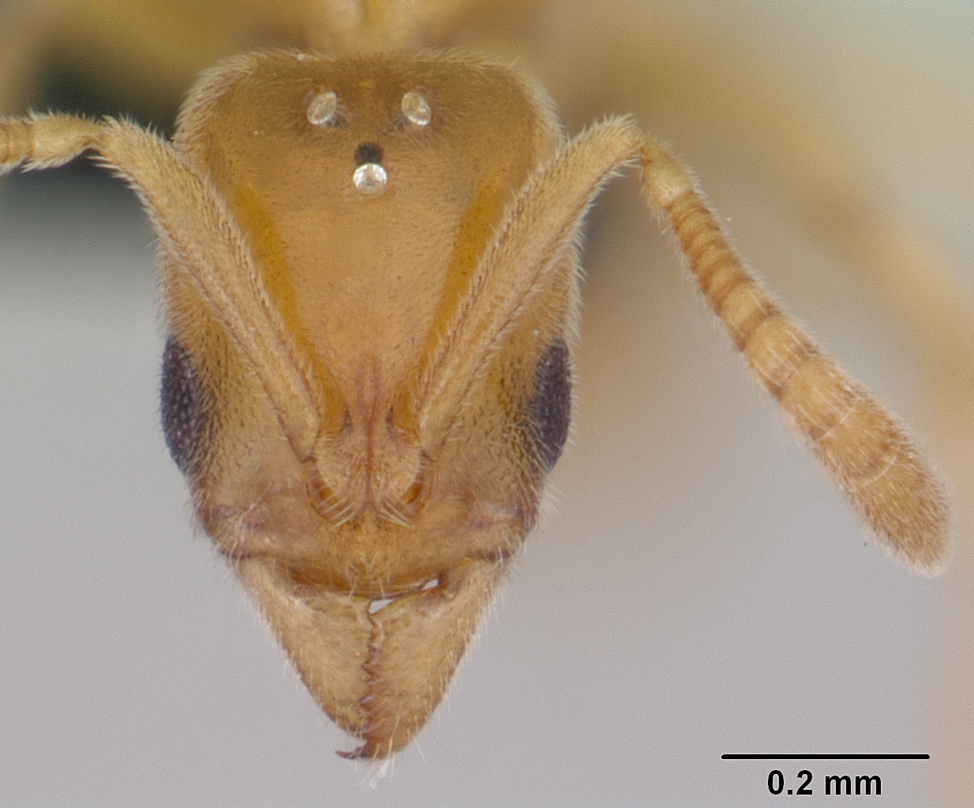
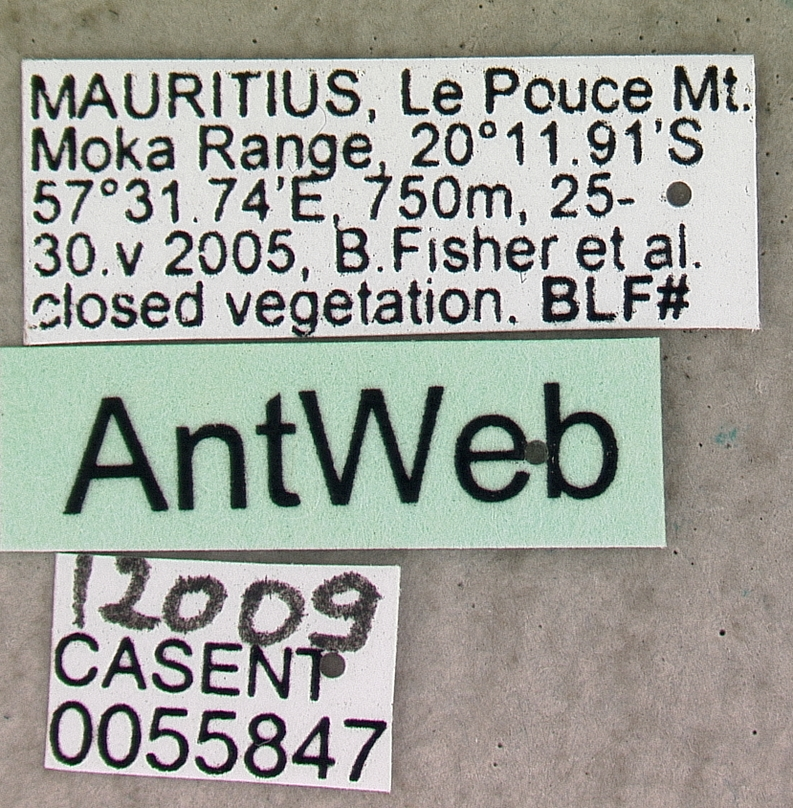
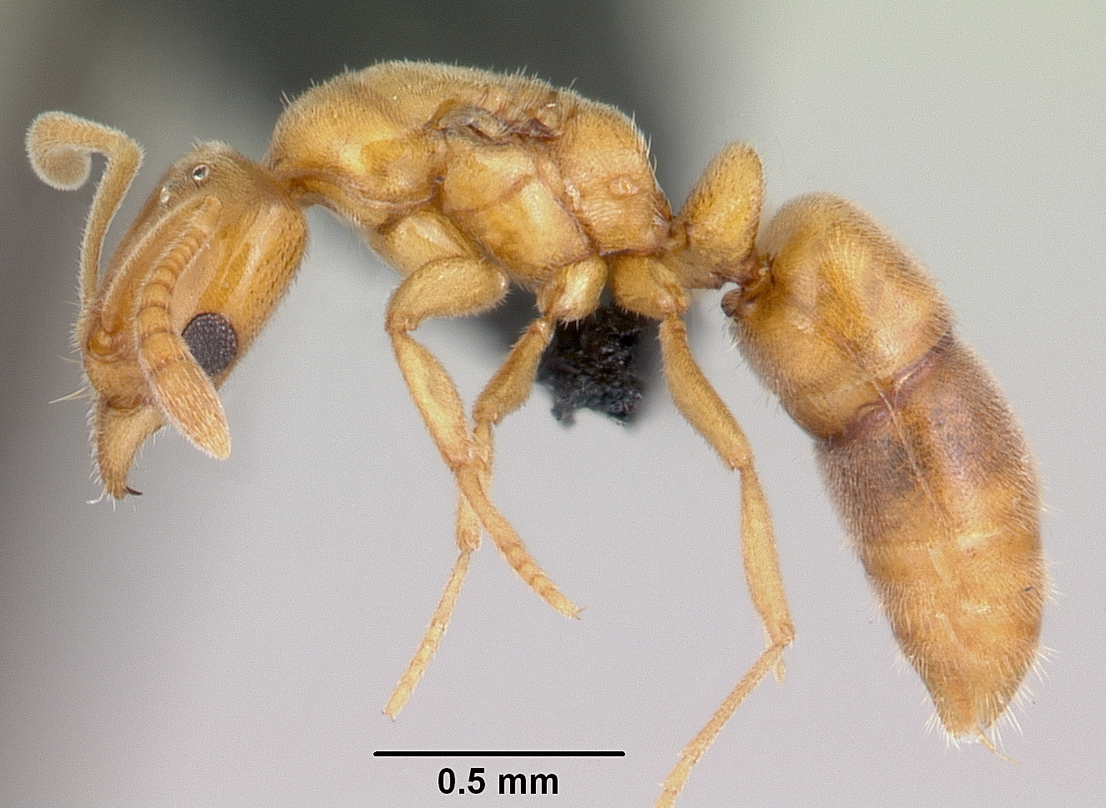
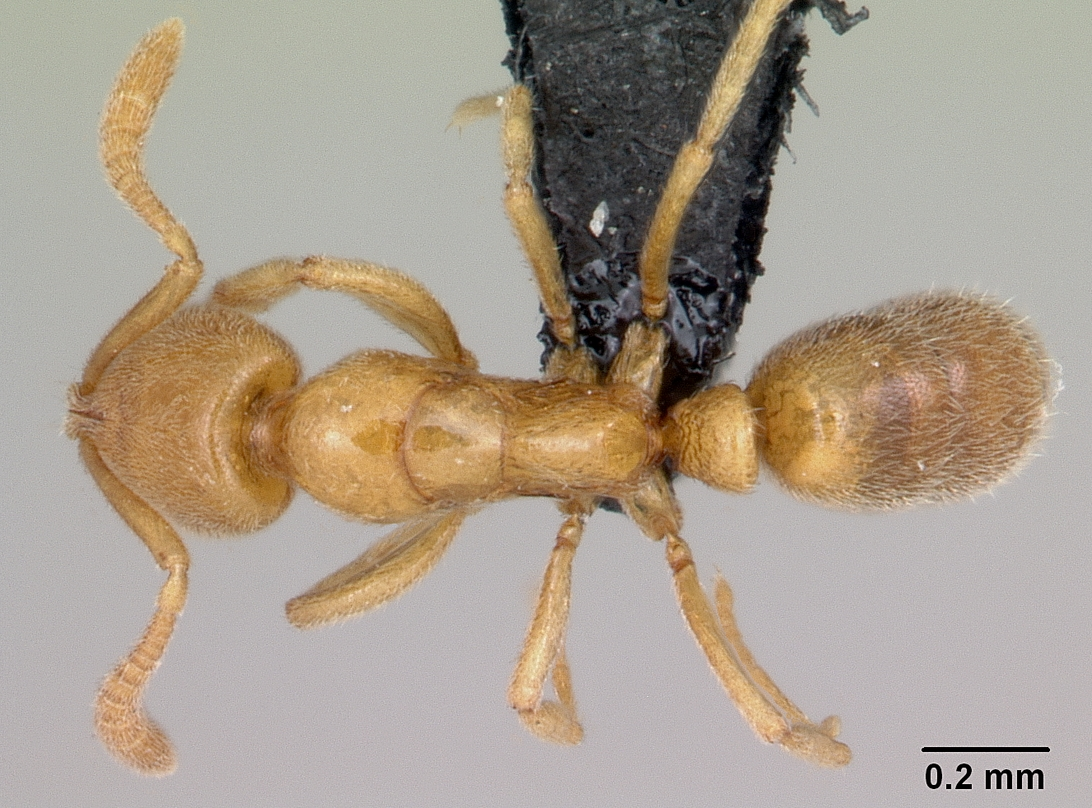
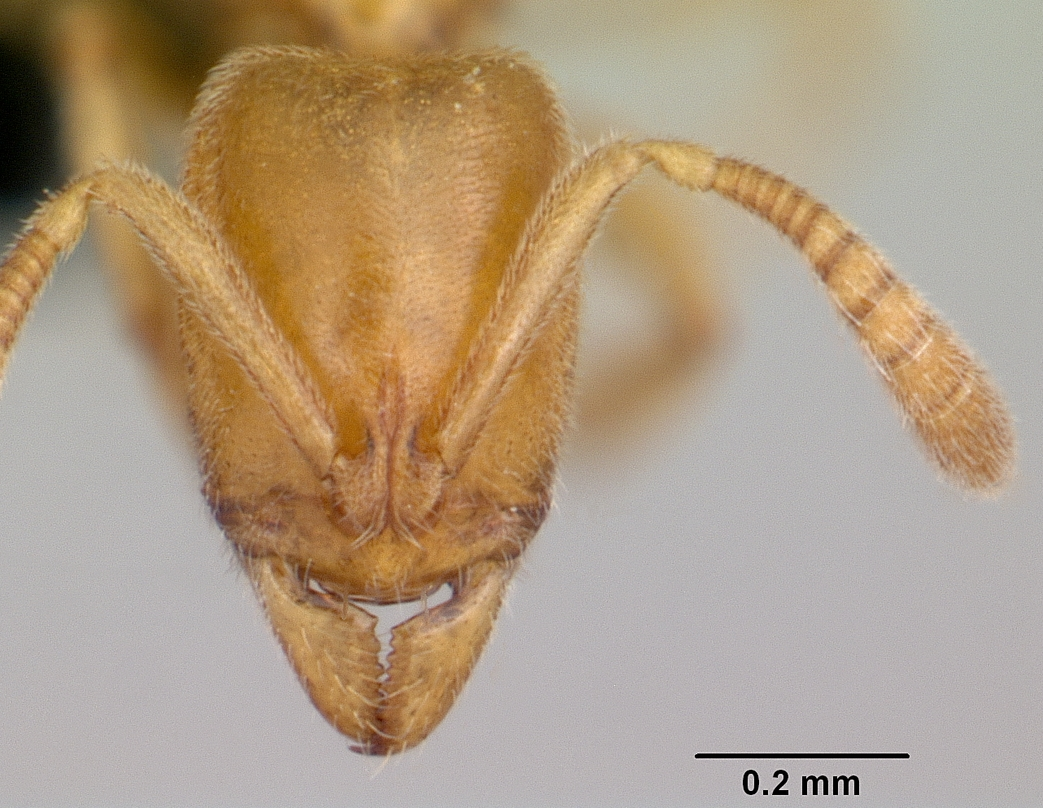